# The Last Face
The Last Face (The Last Face - A Última Fronteira (título em Portugal) ou A Última Fronteira (título no Brasil)) é um filme de drama produzido nos Estados Unidos, dirigido por Sean Penn e escrito por Erin Dignam. Lançado em 2016, foi protagonizado por Charlize Theron, Javier Bardem, Adèle Exarchopoulos e Jean Reno. A produção foi escolhida para concorrer ao Palma de Ouro no Festival de Cannes 2016. Estreando com críticas geralmente ruins. O filme foi lançado na DirecTV em 29 de junho de 2017, antes de ser lançado em vídeo sob demanda e nos cinemas em 28 de julho de 2017, pela Saban Films.

## Sinopse
Wren é uma médica e ativista que trabalha na África Ocidental com a organização não-governamental Médicos do Mundo que seu pai falecido começou há tantos anos. Ela está feliz em liderar a organização, mas freqüentemente se vê negativamente comparando-se às realizações de seu pai. Durante 2003, Wren conheceu Miguel, um belo cirurgião que também se dedicou a tratar pessoas de partes pobres e devastadas pela guerra do mundo. Os dois se apaixonam, porém Wren logo descobre que Miguel já teve uma relação sexual anterior com sua prima, o que contribui para a decadência do relacionamento.

## Elenco
- Charlize Theron como Wren Petersen
- Javier Bardem como Miguel Leon
- Adèle Exarchopoulos como Ellen
- Jean Reno como Dr. Love
- Jared Harris como Dr. John Farber
- Sibongile Mlambo como Assatu
- Merritt Wever como Marlee

## Produção
Em 10 de abril de 2014, foi anunciado que Sean Penn iria dirigir o filme, com Charlize Theron e Javier Bardem definidos para estrelar o filme. A filmagem principal começou em 1 de agosto de 2014, na Cidade do Cabo.
Apesar de ser um filme estadunidense, The Last Face não tem um único ator do país no elenco.

## Lançamento

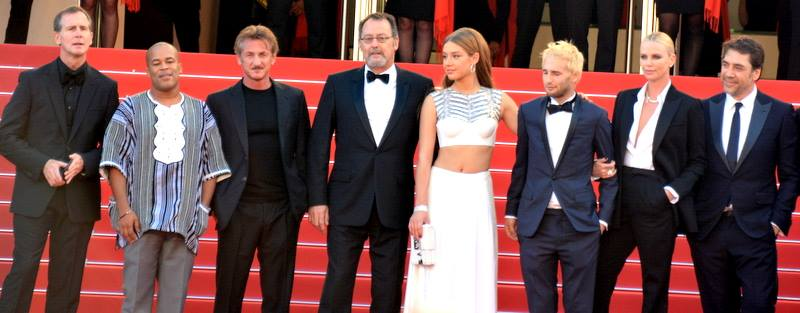
Diretor, produtor e estrelas do Festival de Cannes 2016.

O filme estreou no Festival de Cannes 2016 em 20 de maio de 2016.  Em 8 de setembro de 2016, a Saban Films adquiriu os direitos de distribuição do filme nos Estados Unidos. O filme foi lançado na DirecTV em 29 de junho de 2017, antes de ser lançado em vídeo sob demanda e nos cinemas em 28 de julho de 2017, pela Saban Films.

## Recepção
A recepção de The Last Face em Cannes foi muito negativa e o The Sydney Morning Herald noticiou que o filme foi vaiado durante a exibição. O filme tem uma classificação de 8% no Rotten Tomatoes, com base em 48 avaliações, com uma classificação média de 2.7/10. The Guardian e The Telegraph foram igualmente desdenhosos, com o The Guardian comentando que "Charlize Theron e Javier Bardem tiveram piores desempenhos na carreira como médicos se apaixonando na África Ocidental enquanto personagens negros são relegados para segundo plano".